# Adro
Adro (Àder in dialetto bresciano) è un comune italiano di 7 153 abitanti  della provincia di Brescia in Lombardia, di tradizionale vocazione vitivinicola favorita dalla posizione nel territorio della Franciacorta.

## Geografia fisica
Il comune di Adro è situato ai piedi del Monte Alto (651 m s.l.m.), in Franciacorta a circa sei chilometri dal Lago d'Iseo, nella parte sudoccidentale della provincia di Brescia.

### Clima
Il clima a Adro è mite e moderato, con piovosità significativa durante tutto l'anno.
La temperatura media annuale è di 12,3 °C, essendo luglio il mese con temperature più alte (26,9 °C) e gennaio il mese con temperature più basse (-1,7 °C).
La piovosità media annuale è di 1077 mm. In particolare le piogge sono più scarse nel mese di gennaio (54 mm) e più abbondanti nel mese di novembre (122 mm).
| [ 8 ]               | Mesi | Mesi | Mesi | Mesi | Mesi | Mesi | Mesi | Mesi | Mesi | Mesi | Mesi | Mesi | Stagioni | Stagioni | Stagioni | Stagioni | Anno  |
| [ 8 ]               | Gen  | Feb  | Mar  | Apr  | Mag  | Giu  | Lug  | Ago  | Set  | Ott  | Nov  | Dic  | Inv      | Pri      | Est      | Aut      | Anno  |
| ------------------- | ---- | ---- | ---- | ---- | ---- | ---- | ---- | ---- | ---- | ---- | ---- | ---- | -------- | -------- | -------- | -------- | ----- |
| T. max. media (°C)  | 6,4  | 8,1  | 12,6 | 16,4 | 20,5 | 25,0 | 26,9 | 26,5 | 21,7 | 16,7 | 11,2 | 7,1  | 7,2      | 16,5     | 26,1     | 16,5     | 16,6  |
| T. min. media (°C)  | −1,7 | −1,3 | 1,7  | 5,5  | 10,0 | 14,6 | 17,1 | 17,3 | 13,7 | 9,6  | 4,6  | −0,2 | −1,1     | 5,7      | 16,3     | 9,3      | 7,6   |
| Precipitazioni (mm) | 54   | 58   | 68   | 93   | 104  | 100  | 86   | 95   | 115  | 116  | 122  | 66   | 178      | 265      | 281      | 353      | 1 077 |

## Origini del nome
Da quanto è riportato dal Mazza (1986), le origini del toponimo sono incerte: Dante Olivieri sostiene che esso verrebbe dal latino ater ovvero atro (o nero, fosco, oscuro), mentre Paolo Guerrini ha suggerito la derivazione da acer, portando a dimostrazione la presenza antica di boschi di acero. In un documento dell'822 è chiamato Atro.

## Storia
Le testimonianze più antiche di antropizzazione del comune di Adro sono dei reperti neolitici rinvenuti nella frazione di Torbiato. Ad un periodo successivo risalgono i ritrovamenti di tombe con corredi di epoca tardo imperiale (III secolo) e longobarda.
La notizia più antica del borgo di Adro è presente nel documento in cui viene citato come Atro, datato 10 aprile 822. In esso la Badessa Eremperga ha ceduto a un certo Rampergo un vico con corte.
Il castello fu edificato fra il XIII e XIV secolo: in atti del 1006 e del 1050 Adro è nominato come vicus e non come castrum. Sia sotto la dominazione dei Visconti, sia sotto quella di Venezia, Adro appartenne amministrativamente alla quadra di Palazzolo.
Durante la dominazione veneta del territorio (dal 1426 al 1797) nel borgo guadagnarono importanza i Bargnani, importanti nella vita del paese tra XVII e XVIII, ai quali successero i conti Dandolo.

### Simboli
Lo stemma e il gonfalone sono stati concessi con decreto del presidente della Repubblica del 22 aprile 2008.
(D.P.R. del 22 aprile 2008)
La più antica forma di questo stemma appare negli affreschi cinquecenteschi dell'antica chiesa parrocchiale.
Il gonfalone è drappo troncato di giallo e di bianco.

## Monumenti e luoghi d'interesse
Edifici d'interesse nel comune di Adro:

### Architetture religiose
- Chiesetta Bargnani.

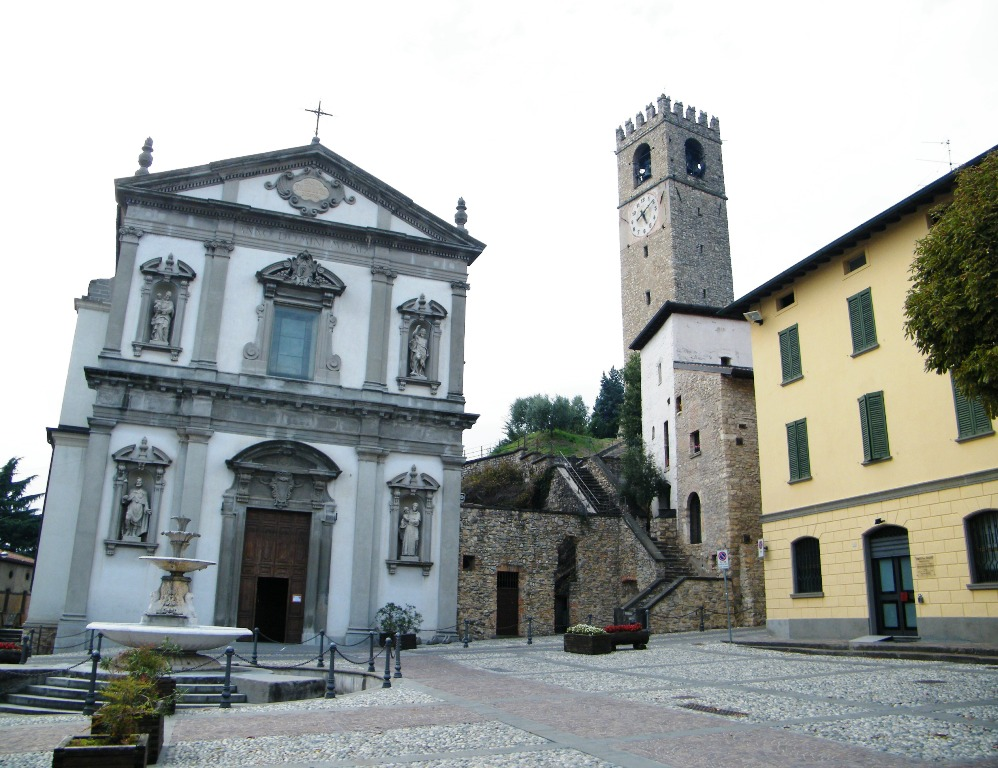
Chiesa di San Giovanni Battista

- Chiesa parrocchiale di San Giovanni Battista: la cui costruzione fu completata nel 1769 e vide l'impegno decennale della popolazione locale nella sua realizzazione. È disposta al centro dell'abitato, con fronte sulla piazza ornata da una fontana di epoca vantiniana. All'interno è conservato un trittico della scuola del Romanino (XVI secolo) e presenta decorazioni con stucchi del Settecento[9]. L'altare maggiore è opera di Andrea Fantoni e di altri artisti della sua bottega.
- Chiesa di Santa Maria in Favento: quattrocentesca con affreschi del XV e XVI secolo, restaurata nel 1962.
- Chiesa di Santa Maria Assunta: costruita nel XVI secolo sulla collina nell'antico castello, fu pieve fino alla costruzione dell'attuale parrocchiale, mentre oggi funge da cappella cimiteriale. Dotata di ampie campate in stile gotico ha gli ingressi posti sul lato settentrionale ed una scala protetta da un porticato a travatura[9].
- Santuario della Madonna della Neve: costruito nel Settecento su progetto dell'abate Gaspare Turbini, è un edificio a pianta centrale in forma ottagonale con cupola[9], sorto in seguito a un'apparizione mariana che avrebbe avuto in questo luogo un pastorello sordomuto dalla nascita, Battista Comino Bajoni, l'8 luglio 1519. La Vergine gli sarebbe apparsa dicendo di essere la Madre di Dio, guarendolo, affidandogli un messaggio con il quale invitava gli abitanti del posto alla conversione e alla penitenza, e dandogli una pietra che cambiava colore ogni volta che la mostrava, in modo che fosse creduto dai compaesani[12][13].

### Architetture civili
- Palazzo Bargnani-Dandolo: costruito dalla famiglia Bargnani nel XVII secolo. Fu ereditato dai Dandolo ed è attualmente sede del Municipio[9]. Davanti al palazzo busto della contessa Ermellina Maselli Dandolo dello scultore Emilio Magoni. Nella sala del consiglio comunale v'è ritratto del nobile Gaetano Bargnani dipinto dal Pitocchetto.
- Villa De Riva: costruita dall'architetto Antonio Tagliaferri alla fine del XIX secolo[9].

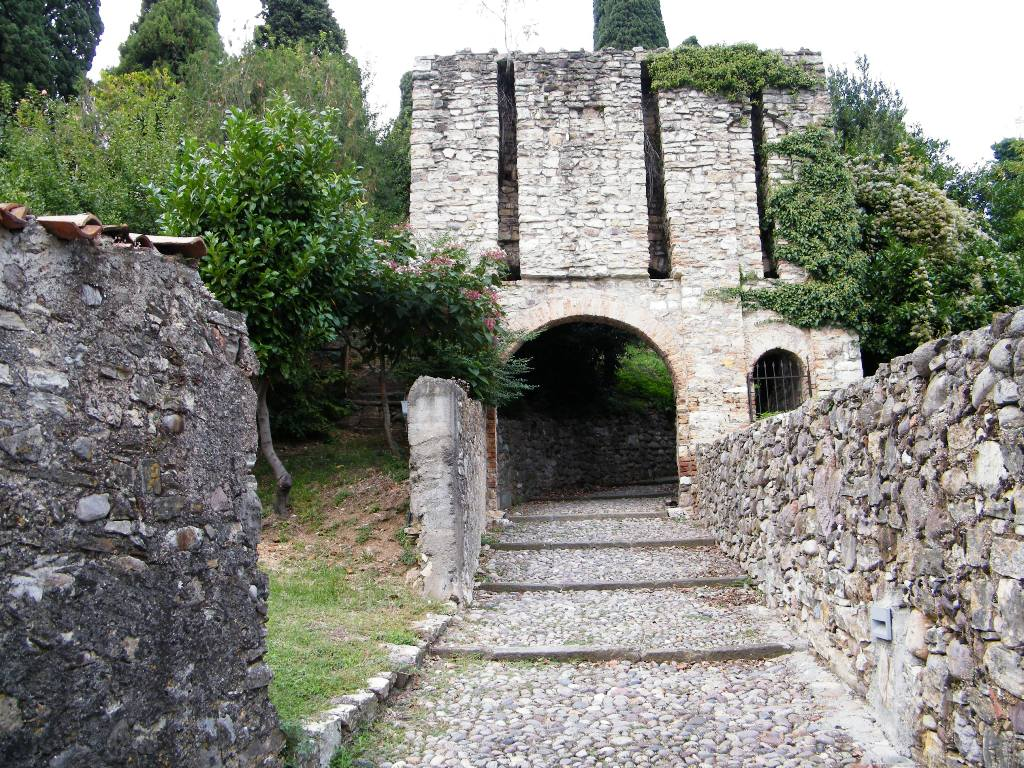
Porta castello

### Architetture militari
- Torre: in pietra viva, a merli ghibellini e pianta terragona, la quale con l'antico castello faceva parte del sistema difensivo medievale del paese.
- Castello: fu costruito sulle pendici del monte, dove è presente il cimitero, tra il XIII e XIV secolo. Al 2013, rimane solo l'ingresso trecentesco del ponte levatoio[9]. Nel cimitero tomba Bargnani-Dandolo di Vincenzo Vela (XIX sec.).

## Società

### Evoluzione demografica
Abitanti censiti

### Etnie e minoranze straniere
Gli stranieri residenti nel comune sono 651, ovvero il 9,19% della popolazione. Di seguito sono riportati i gruppi più consistenti:
- Marocco, 173 - 2,44%
- Romania, 135 - 1,24%
- Albania, 67 - 0,94%
- India, 53 - 0,74%
- Senegal, 51 - 0,72%

### Lingue e dialetti
Nel dialetto locale esiste la locuzione Laurà per la césa de Àder, ovvero lavorare per la chiesa di Adro. Con tale affermazione s'intende genericamente lavorare gratis: l'origine del detto risalirebbe al grande lavoro di volontariato nel quale si applicarono gli adrensi quando decisero di costruire la loro chiesa, impegnandosi anche nei giorni festivi senza compenso alcuno.

## Geografia antropica
Lo statuto comunale riconosce l'esistenza di due località: Adro e Torbiato. Quest'ultima frazione fu comune autonomo fino al 1928, quando fu soppresso con regio decreto 28 giugno 1928, n. 1679.

## Economia
Il settore che assorbe il maggior numero di lavoratori è l'industria manifatturiera  (che, al 2001, impegnava il 48% degli occupati) seguito dall'edilizia (23%) e dal commercio (9%); l'agricoltura (che contava il 4% degli occupati nel 2001) è cresciuta negli ultimi anni a causa della vocazione vitivinicola del territorio e occupa una posizione di pregio nel panorama della produzione del Franciacorta. L'edilizia ricopre il 46% delle imprese artigiane in quanto la localizzazione del comune è nella zona urbanizzata della Lombardia.

## Infrastrutture e trasporti

### Strade
- Autostrada A4
- Strada provinciale SP XI
- Strada provinciale SP XII
- Strada provinciale SP 17

### Ferrovie
Il comune è servito dalla stazione di Borgonato-Adro, posta lungo la ferrovia Brescia-Iseo-Edolo, servita da treni regionali svolti da Trenord nell'ambito del contratto di servizio stipulato con la Regione Lombardia.
Fra il 1897 e il 1915 la località Torbiato ospitò altresì una stazione della tranvia Iseo-Rovato-Chiari.

## Amministrazione
| Periodo | Periodo | Primo cittadino      | Partito | Carica  | Note |
| ------- | ------- | -------------------- | ------- | ------- | ---- |
| 1975    | 1980    | Battista Mansueti    | DC      | Sindaco |      |
| 1980    | 1985    | Paolino Parzani      | PRI     | Sindaco |      |
| 1985    | 1990    | Augusto Corsini      | DC      | Sindaco |      |
| 1990    | 1995    | Piergiuseppe Mondini | DC      | Sindaco |      |

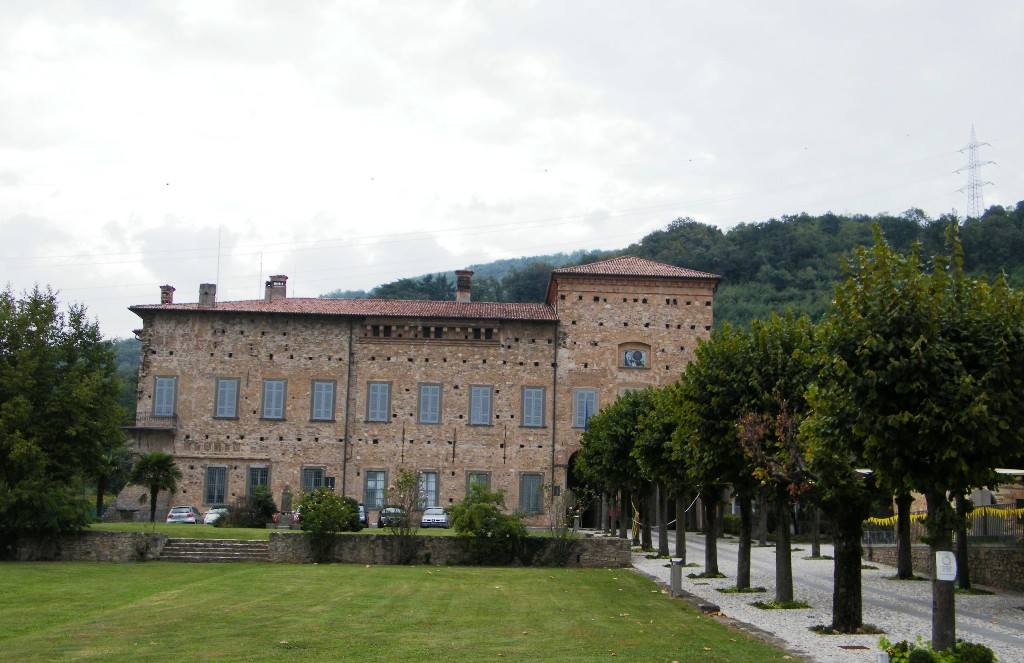
Il municipio di Adro

Di seguito l'elenco dei sindaci eletti direttamente dai cittadini (dal 1995):
| Periodo           | Periodo           | Primo cittadino      | Partito      | Carica      | Note   |
| ----------------- | ----------------- | -------------------- | ------------ | ----------- | ------ |
| 24 aprile 1995    | 15 settembre 2003 | Paolino Parzani      | lista civica | Sindaco     | [ 23 ] |
| 15 settembre 2003 | 14 giugno 2004    | Roberta Verrusio     |              | Comm. pref. | [ 23 ] |
| 14 giugno 2004    | 26 maggio 2014    | Danilo Oscar Lancini | Lega Nord    | Sindaco     | [ 23 ] |
| 26 maggio 2014    | 10 giugno 2024    | Paolo Rosa           | Lega Nord    | Sindaco     | [ 23 ] |
| 10 giugno 2024    | in carica         | Davide Moretti       | lista civica | Sindaco     | [ 23 ] |

### Gemellaggi
- Vezia